# Pimelea traversii
Pimelea traversii är en tibastväxtart. Pimelea traversii ingår i släktet Pimelea och familjen tibastväxter.

## Underarter
Arten delas in i följande underarter:
- P. t. boreus
- P. t. exedra